# سید کلولو
سید کلولو (انگلیسی: Sid Clewlow؛ ۸ نوامبر ۱۹۱۹ – ۱۹۸۹ (۶۹−۷۰ سال)) بازیکن فوتبال اهل بریتانیا بود.
از باشگاه‌هایی که در آن بازی کرده‌است می‌توان به باشگاه فوتبال ولورهمپتون واندررز، باشگاه فوتبال گریمزبی تاون، و باشگاه فوتبال آبردین اشاره کرد.